# Nati il 6 marzo
| Questa pagina contiene informazioni ricavate automaticamente dalle voci biografiche con l'ausilio del template Bio e di un bot. L'aggiornamento è periodico e automatico e ricostruisce completamente la pagina. Se manca una persona in questa lista, sei pregato di non aggiungerla, ma accertati piuttosto che la sua voce biografica contenga il template Bio e che i dati anagrafici siano correttamente compilati. Se il template Bio manca, inseriscilo tu stesso o, in alternativa, metti l'avviso {{tmp\|Bio}} che ne segnala la mancanza. Se i dati riportati sono sbagliati, correggi direttamente la voce biografica; le modifiche saranno visibili in questa lista entro pochi giorni. Per chiarimenti vedi il progetto biografie. La lista contiene solo le 1.276 persone che sono citate nell'enciclopedia e per le quali è stato implementato correttamente il template Bio. Pagina aggiornata al 17 ago 2025. |

## XII secolo(1)
- 1145 - Bahāʾ al-Dīn ibn Šaddād, giurista e storico curdo († 1234)

## XIV secolo(1)
- 1340 - Giovanni Plantageneto, I duca di Lancaster, conte († 1399)

## XV secolo(9)
- 1405 - Giovanni II di Castiglia, re († 1454)
- 1459 - Jacob Fugger, banchiere e mercante tedesco († 1525)
- 1473 - Lancillotto Borromeo, nobile e politico italiano († 1513)
- 1475 - Michelangelo Buonarroti, scultore, pittore e architetto italiano († 1564)
- 1483 - Francesco Guicciardini, scrittore, storico e politico italiano († 1540)
- 1490 - Fridolin Sicher, compositore e organista svizzero († 1546)
- 1492 - Juan Luis Vives, filosofo e umanista spagnolo († 1540)
- 1495 - Luigi Alamanni, poeta italiano († 1556)
- 1499 - Gjon Buzuku, vescovo cattolico albanese († 1577)

## XVI secolo(7)
- 1527 - Giovan Vettorio Soderini, agronomo italiano († 1597)
- 1546 - Juan Grande Román, religioso spagnolo († 1600)
- 1550 - Michelangelo Naccherino, scultore e architetto italiano († 1622)
- 1585 - Francesco Corner, doge († 1656)
- 1587 - Domenico Panaroli, medico e botanico italiano († 1657)
- 1587 - Carlo Strozzi, storico e politico italiano († 1670)
- 1591 - Tommaso Tamburino, gesuita e filosofo italiano († 1675)

## XVII secolo(22)
- 1601 - Willem Hermans, organaro e gesuita olandese († 1683)
- 1613 - Stefano Gradi, scienziato, filosofo e poeta dalmata († 1683)
- 1619 - Pietro Valentini, vescovo cattolico italiano († 1687)
- 1619 - Savinien Cyrano de Bergerac, filosofo, scrittore e drammaturgo francese († 1655)
- 1620 - Théophile Bonet, medico, anatomista e patologo svizzero († 1689)
- 1624 - Johann Georg Albini, scrittore tedesco († 1679)
- 1628 - Domenico Minio, vescovo cattolico italiano († 1698)
- 1633 - Marcello Durazzo, cardinale e arcivescovo cattolico italiano († 1710)
- 1640 - Marcantonio Barbarigo, cardinale e arcivescovo cattolico italiano († 1706)
- 1651 - Christian Friedrich von Kahlbutz, tedesco († 1702)
- 1656 - Gaetano Francesco Caetani, IX duca di Sermoneta, nobile italiano († 1716)
- 1657 - Augusta Maddalena d'Assia-Darmstadt, poetessa tedesca († 1674)
- 1663 - Jean-Baptiste Matho, compositore francese († 1743)
- 1664 - Pierre Taffin, nobile e imprenditore francese († 1745)
- 1670 - Giovanni Maria Benzon, arcivescovo cattolico italiano († 1757)
- 1671 - Carlotta Felicita di Brunswick-Lüneburg, duchessa († 1710)
- 1682 - Johann Philipp von Hattorf, politico tedesco († 1737)
- 1688 - Joseph Xaupi, abate, scrittore e letterato francese († 1778)
- 1693 - Edward Willes, vescovo anglicano britannico († 1773)
- 1697 - Franz Joseph Czernin von und zu Chudenitz, nobile e politico boemo († 1733)
- 1697 - Stringer Lawrence, militare inglese († 1775)
- 1697 - Christopher Maire, teologo e gesuita britannico († 1767)

## XVIII secolo(53)
- 1706 - Franz Christoph von Hutten, cardinale e vescovo cattolico tedesco († 1770)
- 1714 - Jean-Baptiste-Marie Pierre, pittore francese († 1789)
- 1716 - Pehr Kalm, naturalista, botanico e esploratore svedese († 1779)
- 1718 - Guglielmo Enrico di Nassau-Saarbrücken, principe († 1768)
- 1722 - Johann Christian Brand, pittore e incisore austriaco († 1795)
- 1724 - Henry Laurens, mercante statunitense († 1792)
- 1725 - Enrico Benedetto Stuart, arcivescovo cattolico, cardinale e militare britannico († 1807)
- 1731 - Marco Lastri, presbitero, scrittore e critico letterario italiano († 1811)
- 1733 - Filippo Casoni, cardinale e arcivescovo cattolico italiano († 1811)
- 1736 - Alexis Chalbos, generale francese († 1803)
- 1736 - Louis-Hilaire de Conzié, vescovo cattolico francese († 1805)
- 1739 - Jean-François Heurtier, architetto francese († 1822)
- 1740 - Angelo Paolo Carena, storico italiano († 1769)
- 1740 - Giovanni Meli, poeta e drammaturgo italiano († 1815)
- 1748 - Domenico Pizzamano, politico e ammiraglio italiano († 1817)
- 1753 - Jean-Baptiste Kléber, generale francese († 1800)
- 1753 - Francesco Melzi d'Eril, nobile e politico italiano († 1816)
- 1754 - Josepha Duschek, soprano austriaco († 1824)
- 1754 - Pierre Henri Hélène Tondu, giornalista e politico francese († 1793)
- 1755 - Jean-Pierre Claris de Florian, drammaturgo, romanziere e poeta francese († 1794)
- 1756 - Antoine-François Delandine, scrittore francese († 1820)
- 1757 - Jean-Pierre Louis de Fontanes, politico francese († 1821)
- 1760 - Dora Stock, artista tedesca († 1832)
- 1760 - Amalia Zefirina di Salm-Kyrburg, nobile tedesca († 1841)
- 1761 - Jean-Baptiste de Latil, cardinale e arcivescovo cattolico francese († 1839)
- 1762 - Giuseppe Lattanzi, scrittore, giornalista e poeta italiano († 1822)
- 1763 - Jean-Xavier Lefèvre, clarinettista e compositore francese († 1829)
- 1764 - Vincenzo Tommaso Pirattoni, vescovo cattolico italiano († 1839)
- 1766 - Maria Domenica Fumasoni Biondi, archeologa italiana († 1828)
- 1766 - Friedrich Immanuel Niethammer, filosofo, teologo e pedagogista tedesco († 1848)
- 1766 - George Spencer-Churchill, V duca di Marlborough, nobile e politico inglese († 1840)
- 1767 - Charles Jean Marie Barbaroux, politico e rivoluzionario francese († 1794)
- 1770 - Jens Wilken Hornemann, botanico e medico danese († 1841)
- 1778 - Francis Ogilvy-Grant, VI conte di Seafield, nobile e politico scozzese († 1853)
- 1778 - Carl Bernhard von Trinius, botanico e medico tedesco († 1844)
- 1779 - Antoine Henri Jomini, banchiere, militare e storico svizzero († 1869)
- 1779 - Mastro Titta, boia italiano († 1869)
- 1779 - Maria Teresa di Borbone-Vallabriga, nobildonna spagnola († 1828)
- 1780 - Ignaz Franz Castelli, drammaturgo e poeta austriaco († 1862)
- 1780 - Fortuné Leydet, politico e militare francese († 1854)
- 1781 - Franz Gesterding, storico tedesco († 1841)
- 1785 - Gesche Gottfried, assassina seriale tedesca († 1831)
- 1785 - Karol Kurpiński, compositore, direttore d'orchestra e pedagogo polacco († 1857)
- 1786 - Charles John Napier, ammiraglio britannico († 1860)
- 1787 - Joseph von Fraunhofer, fisico e astronomo tedesco († 1826)
- 1789 - Joseph Wattmann, chirurgo austriaco († 1866)
- 1790 - Jacques Arago, scrittore francese († 1855)
- 1790 - Désiré-Raoul Rochette, archeologo e numismatico francese († 1854)
- 1791 - Tomás Godoy Cruz, politico argentino († 1852)
- 1792 - Jean-Jacques Willmar, politico lussemburghese († 1866)
- 1793 - Bernhard Klein, compositore tedesco († 1832)
- 1795 - Olegario de los Cuetos, militare e politico spagnolo († 1844)
- 1799 - Thomas Witlam Atkinson, architetto e pittore inglese († 1861)

## XIX secolo(197)
- 1801 - Ferdinando Vincenzo Giovanni Ginnari, patriota italiano
- 1801 - Louis de La Saussaye, numismatico e storico francese († 1878)
- 1802 - Antonio Papadopoli, letterato e mecenate italiano († 1844)
- 1802 - Andrej Stackenschneider, architetto russo († 1865)
- 1803 - Charles Januarius Acton, cardinale inglese († 1847)
- 1803 - Guglielmina di Dörnberg, nobildonna prussiana († 1835)
- 1803 - Friedrich Wilhelm von Tigerström, giurista tedesco († 1868)
- 1804 - Louis Stromeyer, chirurgo tedesco († 1876)
- 1805 - Alexandre Desgoffe, pittore francese († 1882)
- 1806 - Elizabeth Barrett Browning, poetessa inglese († 1861)
- 1806 - Marie Kinnberg, fotografa svedese († 1858)
- 1806 - Joseph Martini von Nosedo, generale austriaco († 1868)
- 1806 - Eduard Weber, fisiologo e anatomista tedesco († 1871)
- 1807 - Leonhard Schmitz, latinista e scrittore prussiano († 1890)
- 1808 - Sofia Adlersparre, pittrice svedese († 1862)
- 1809 - Alexandra Levinton Rosset, nobildonna russa († 1882)
- 1810 - Vincent Cordouan, incisore, litografo e pittore francese († 1893)
- 1813 - Luigi Ferraris, politico e avvocato italiano († 1900)
- 1819 - Émile Blanchard, entomologo e zoologo francese († 1900)
- 1820 - Édouard Allou, politico francese († 1888)
- 1821 - Théodose du Moncel, pittore e fisico francese († 1884)
- 1823 - Carlo I di Württemberg, sovrano († 1891)
- 1826 - Marietta Alboni, contralto italiano († 1894)
- 1826 - Jean-Baptiste Cerlogne, poeta, presbitero e linguista italiano († 1910)
- 1827 - Giuseppe Guarino, cardinale e arcivescovo cattolico italiano († 1897)
- 1828 - John Douglas, politico britannico († 1904)
- 1829 - Arthur Blomfield, architetto e restauratore britannico († 1899)
- 1829 - Heinrich Lichner, compositore tedesco († 1898)
- 1830 - Ferdinand Chaigneau, pittore francese († 1906)
- 1831 - Giorgio Scherer, pittore e disegnatore italiano († 1896)
- 1831 - Philip Henry Sheridan, generale statunitense († 1888)
- 1833 - Alfonso Corradi, medico italiano († 1892)
- 1833 - Henri Rieunier, militare e politico francese († 1918)
- 1834 - Claudina Cucchi, ballerina italiana († 1913)
- 1834 - Viktor Dubský von Třebomyslice, diplomatico, militare e nobile boemo († 1915)
- 1834 - George du Maurier, illustratore e scrittore inglese († 1896)
- 1834 - Friedrich Müller, linguista, etnologo e bibliotecario austriaco († 1898)
- 1834 - Gustav Warneck, teologo tedesco († 1910)
- 1835 - Marija Aleksandrovna Blank, insegnante tedesca († 1916)
- 1835 - Sofie Ribbing, pittrice svedese († 1894)
- 1837 - David Moriarty, militare britannico († 1879)
- 1838 - Mary Dickens, britannica († 1896)
- 1838 - Franz Eyssenhardt, filologo classico e bibliotecario tedesco († 1901)
- 1838 - Simon Winawer, scacchista polacco († 1920)
- 1839 - Olegario Víctor Andrade, poeta, giornalista e politico argentino († 1882)
- 1839 - Reinhard Kekulé von Stradonitz, archeologo tedesco († 1911)
- 1841 - Alfred Cornu, fisico francese († 1902)
- 1841 - Edmond de la Poer, I conte de la Poer, politico britannico († 1915)
- 1842 - Pierre Berton, attore e commediografo francese († 1912)
- 1843 - Giuseppe Aurelio Costanzo, letterato e poeta italiano († 1913)
- 1846 - Johann Georg Hagen, astronomo e gesuita olandese († 1930)
- 1847 - Federico Andreotti, pittore italiano († 1930)
- 1847 - Cesare Arzelà, matematico italiano († 1912)
- 1849 - Ernest Greenhalgh, calciatore inglese († 1922)
- 1849 - Georg Luger, inventore, imprenditore e ingegnere austriaco († 1923)
- 1849 - Edoardo Monteforte, pittore italiano († 1932)
- 1849 - Ebe Treves, cantante lirica italiana
- 1850 - Angelo Achini, pittore italiano († 1930)
- 1850 - Victoria Benedictsson, scrittrice svedese († 1888)
- 1850 - Costanzo Ciarletta, ingegnere italiano († 1935)
- 1850 - Adolf Martens, ingegnere e inventore tedesco († 1914)
- 1850 - David Supino, politico e giurista italiano († 1937)
- 1852 - Josef Bayer, compositore austriaco († 1913)
- 1852 - Joseph Deniker, naturalista e antropologo francese († 1918)
- 1853 - John Tunstall, allevatore britannico († 1878)
- 1854 - Luigi Concetti, pediatra italiano († 1920)
- 1854 - Nikolaj Vladimirovič Ruzskij, generale russo († 1918)
- 1855 - Walter Friedensburg, storico e archivista tedesco († 1938)
- 1856 - Horace Barnet, calciatore inglese († 1941)
- 1857 - Léon Abry, pittore belga († 1905)
- 1857 - Manuel Maria Coelho, politico e militare portoghese († 1943)
- 1857 - Antonio Lagorio, medico statunitense († 1944)
- 1858 - Jiří Polívka, slavista ceco († 1933)
- 1858 - Samuel Untermyer, avvocato statunitense († 1940)
- 1859 - Louis Marie-Auguste Boutan, biologo e fotografo francese († 1934)
- 1859 - Gaston Moch, scrittore e esperantista francese († 1935)
- 1859 - Vittorio Italico Zupelli, generale e politico italiano († 1945)
- 1860 - Frederick George Jackson, esploratore britannico († 1938)
- 1860 - Ronald Munro-Ferguson, I visconte Novar, politico britannico († 1934)
- 1862 - Enrico Boggio Lera, fisico e matematico italiano († 1956)
- 1862 - Alfred Douglas-Hamilton, XIII duca di Hamilton, nobile scozzese († 1940)
- 1862 - Camillo Montalcini, funzionario italiano († 1948)
- 1863 - Robert Bürkler, vescovo cattolico svizzero († 1930)
- 1863 - Théophile Laforge, violista francese († 1918)
- 1865 - Duan Qirui, generale e politico cinese († 1936)
- 1866 - Jules Adrien Blanchet, numismatico e bibliotecario francese († 1957)
- 1866 - Ettore Bortolotti, matematico italiano († 1947)
- 1866 - Hans Christiansen, pittore e artigiano tedesco († 1945)
- 1867 - Jean Houzeau de Lehaie, biologo belga († 1959)
- 1869 - Robert Crawshaw, pallanuotista e nuotatore britannico († 1952)
- 1869 - Luigi Montemartini, botanico e politico italiano († 1952)
- 1869 - François-Xavier Ross, vescovo cattolico canadese († 1945)
- 1870 - Oscar Straus, compositore austriaco († 1954)
- 1871 - Afonso Costa, avvocato e politico portoghese († 1937)
- 1872 - Johan Bojer, scrittore norvegese († 1959)
- 1872 - Antonio Carranti, politico italiano († 1930)
- 1872 - Antoine-Pierre-Jean Fourquet, missionario e arcivescovo cattolico francese († 1952)
- 1872 - Paul Juon, compositore russo († 1940)
- 1872 - Agnes Morton, tennista britannica († 1952)
- 1872 - İbrahim ağa Usubov, generale azero († 1920)
- 1873 - Ramiro Ginocchio, militare italiano († 1916)
- 1875 - Fernando Agnoletti, scrittore e giornalista italiano († 1933)
- 1876 - Archimede Santi, pittore italiano († 1947)
- 1876 - Hermann Struck, pittore e incisore tedesco († 1944)
- 1877 - Karl Platen, attore tedesco († 1952)
- 1878 - Marie-Joseph Cassant, presbitero francese († 1903)
- 1879 - Paul Matthes, calciatore tedesco († 1948)
- 1880 - Jameson Adams, esploratore, meteorologo e militare britannico († 1962)
- 1880 - Mercedes Prat, religiosa spagnola († 1936)
- 1881 - María Blanchard, pittrice spagnola († 1932)
- 1881 - Gregorio Martínez Sierra, scrittore, drammaturgo e impresario teatrale spagnolo († 1947)
- 1882 - Pietro Borsetti, ginnasta italiano († 1955)
- 1882 - John January, calciatore statunitense († 1917)
- 1882 - Charles Moss, ciclista su strada britannico († 1963)
- 1883 - Bachisio Raimondo Motzo, storico italiano († 1970)
- 1883 - Edwin Schulz, calciatore austriaco († 1958)
- 1884 - Molla Mallory, tennista norvegese († 1959)
- 1885 - Paul Géraldy, poeta e commediografo francese († 1983)
- 1885 - Ring Lardner, giornalista, scrittore e sceneggiatore statunitense († 1933)
- 1885 - Adolfo Negretti, politico italiano
- 1885 - Francesco Spirito, medico italiano († 1962)
- 1886 - Ottavio Fuscaldo, inventore e ingegnere italiano
- 1886 - Giovanni Gasperini, ginnasta italiano
- 1886 - Jam Handy, nuotatore, pallanuotista e produttore cinematografico statunitense († 1983)
- 1886 - Hugo Jahnke, ginnasta svedese († 1939)
- 1886 - Saburō Kurusu, diplomatico giapponese († 1954)
- 1886 - Nadežda Andreevna Obuchova, mezzosoprano sovietico († 1961)
- 1886 - Raisa Ol'kenickaja, scrittrice, poetessa e traduttrice russa († 1978)
- 1886 - Nella Walker, attrice statunitense († 1971)
- 1887 - Jean Choux, regista francese († 1946)
- 1887 - Attilio Guiot, arbitro di calcio italiano
- 1887 - Konstantin Skorobogatov, attore sovietico († 1969)
- 1888 - Antonio Calderoni, militare italiano († 1916)
- 1888 - Gösta Cederlund, attore e regista svedese († 1980)
- 1889 - Nazzareno Allegra, allenatore di calcio e calciatore italiano († 1974)
- 1889 - Arnold Fanck, regista, sceneggiatore e produttore cinematografico tedesco († 1974)
- 1889 - Alexandre Fayollat, mezzofondista francese († 1957)
- 1889 - Ferrante Vincenzo Gonzaga, militare italiano († 1943)
- 1889 - Ulrich Grauert, generale tedesco († 1941)
- 1889 - Hamza Hakimzade Niyazi, poeta uzbeko († 1929)
- 1890 - Albrecht von Bernstorff, politico tedesco († 1945)
- 1890 - Ödön von Tersztyánszky, schermidore ungherese († 1929)
- 1891 - Angelo Besozzi, calciatore e dirigente sportivo italiano († 1974)
- 1891 - Victor Kilian, attore statunitense († 1979)
- 1891 - Vincenzo Madonia, militare italiano († 1915)
- 1891 - Lidia Quaranta, attrice italiana († 1928)
- 1892 - Amedeo Agostini, matematico italiano († 1958)
- 1892 - Antonino Franzoni, militare italiano († 1936)
- 1892 - Antonio Payer, calciatore italiano
- 1892 - Pietro Sacchi, calciatore italiano († 1918)
- 1893 - Fritz Otto Bernert, militare e aviatore tedesco († 1918)
- 1893 - Romano Cocchi, sindacalista, giornalista e antifascista italiano († 1944)
- 1893 - Barry Jones, attore britannico († 1981)
- 1893 - Furry Lewis, cantante e chitarrista statunitense († 1981)
- 1893 - Gus Meins, regista tedesco († 1940)
- 1893 - Alberto Marcovecchio, calciatore argentino († 1958)
- 1893 - Hans Schöchlin, canottiere svizzero († 1978)
- 1894 - Hans Boelsen, generale tedesco († 1960)
- 1894 - Marcos Croce, calciatore argentino († 1978)
- 1894 - Gennaro De Matteis, militare e ingegnere italiano († 1984)
- 1894 - Luigi Gianturco, avvocato e politico italiano († 1972)
- 1894 - Edgar Julius Jung, avvocato e scrittore tedesco († 1934)
- 1894 - Elia Antonio Liut, militare e aviatore italiano († 1952)
- 1894 - Wilhelm Röttger, boia tedesco († 1946)
- 1895 - Eugenio De Liguoro, attore e regista italiano († 1952)
- 1896 - Giovanni Battista Bagnasco, calciatore italiano († 1942)
- 1896 - William Fechteler, ammiraglio statunitense († 1967)
- 1896 - Carlos Ísola, calciatore argentino († 1964)
- 1896 - Norodom Suramarit, re cambogiano († 1960)
- 1896 - August Werner, calciatore tedesco († 1968)
- 1897 - Joseph Berchtold, generale tedesco († 1962)
- 1897 - Hans Hausamann, fotografo e giornalista svizzero († 1974)
- 1897 - Reginald Frederick Lawrence, aracnologo sudafricano († 1987)
- 1897 - Knudåge Riisager, compositore danese († 1974)
- 1897 - Rose Smith, montatrice e attrice statunitense († 1962)
- 1897 - József Urik, calciatore ungherese († 1976)
- 1898 - María Antonia Bandrés y Elósegui, religiosa spagnola († 1919)
- 1898 - Jimmy Conzelman, giocatore di football americano e allenatore di football americano statunitense († 1970)
- 1898 - Carmine De Martino, politico, imprenditore e dirigente sportivo italiano († 1963)
- 1898 - Therese Giehse, attrice tedesca († 1975)
- 1898 - Victoria Kent, avvocata e politica spagnola († 1987)
- 1898 - René Lefèvre, attore francese († 1991)
- 1898 - Gioacchino Scaduto, politico e giurista italiano († 1979)
- 1898 - Maria de Matteis, costumista italiana († 1988)
- 1899 - Jay C. Flippen, attore statunitense († 1971)
- 1899 - Pietro Gerbore, diplomatico e storico italiano († 1983)
- 1899 - Dimitri Kirsanoff, regista, sceneggiatore e produttore cinematografico russo († 1957)
- 1899 - Gunther Langes, militare e scrittore austriaco († 1972)
- 1899 - Giuseppe Vilardi, imprenditore, dirigente sportivo e politico italiano († 1972)
- 1900 - Filippo Artelli, imprenditore e politico italiano († 1977)
- 1900 - Ugo Ceria, calciatore italiano († 1979)
- 1900 - Alberto Chiari, filologo, critico letterario e italianista italiano († 1998)
- 1900 - Gina Cigna, soprano francese († 2001)
- 1900 - Ludwig Donath, attore austriaco († 1967)
- 1900 - Lefty Grove, giocatore di baseball statunitense († 1975)
- 1900 - Nikolaj Pavlovič Ochlopkov, attore e regista sovietico († 1967)
- 1900 - Avraham Shlonsky, poeta israeliano († 1973)

## XX secolo(952)
- 1901 - Naum Achiezer, matematico sovietico († 1980)
- 1901 - Mark Semënovič Donskoj, regista sovietico († 1981)
- 1902 - Amedeo Ghidoni, calciatore italiano († 1971)
- 1903 - Elizabeth Becker-Pinkston, tuffatrice statunitense († 1989)
- 1903 - Imperatrice Kōjun, nobile giapponese († 2000)
- 1903 - Albert Ströck, calciatore ungherese († 1969)
- 1904 - Les Ablett, pallanuotista britannico († 1952)
- 1904 - José Antonio Aguirre, politico spagnolo († 1960)
- 1904 - Carlo Morandi, storico e politologo italiano († 1950)
- 1904 - Hugh Williams, attore e drammaturgo britannico († 1969)
- 1905 - Arnaldo Clausi Schettini, medico e politico italiano († 1963)
- 1905 - Friederich Franzl, calciatore austriaco († 1989)
- 1905 - Romana Mischi, artista e scrittrice italiana († 1973)
- 1905 - Deoclecio Redig de Campos, storico dell'arte brasiliano († 1989)
- 1905 - Bob Wills, musicista e cantante statunitense († 1975)
- 1906 - Francesco Chieffi, politico italiano († 1968)
- 1906 - Lou Costello, attore e comico statunitense († 1959)
- 1906 - Luis Duggan, giocatore di polo argentino († 1987)
- 1906 - Lucy Hillebrand, architetto tedesco († 1997)
- 1907 - Stefano Bottari, critico d'arte italiano († 1967)
- 1907 - Julien Depuychaffray, lottatore francese († 1942)
- 1907 - Bartul Čulić, calciatore jugoslavo († 1948)
- 1908 - Assia Dagher, attrice e produttrice cinematografica egiziana († 1986)
- 1908 - Víctor Peralta, pugile argentino († 1995)
- 1909 - Mario Ciusa Romagna, educatore, saggista e politico italiano († 2006)
- 1909 - Stanisław Jerzy Lec, scrittore, poeta e aforista polacco († 1966)
- 1909 - Manlio Nistri, attore teatrale, regista e scenografo italiano († 1968)
- 1909 - Shōhei Ōoka, scrittore giapponese († 1988)
- 1909 - Bill Schindler, pilota automobilistico statunitense († 1952)
- 1910 - Augusto Adam, militare e partigiano italiano († 1979)
- 1910 - Daria Bocciarelli, fisica italiana († 2006)
- 1910 - Giancarlo Brusati, schermidore italiano († 2001)
- 1910 - Eusebio Quintero López, supercentenario colombiano († 2023)
- 1911 - Tea Bonelli, editrice e disegnatrice italiana († 1999)
- 1911 - Tullio Scanferlini, calciatore italiano († 1990)
- 1912 - Sergio Bronzi, militare italiano († 1938)
- 1912 - Emilio Carlo Mangini, imprenditore, scrittore e museologo italiano († 2003)
- 1912 - Babsie Podestá, pallanuotista maltese († 2004)
- 1912 - Wilfred Podestá, pallanuotista maltese († 1973)
- 1912 - Gerardo Reichel-Dolmatoff, antropologo e archeologo austriaco († 1994)
- 1912 - Bob Dennison, allenatore di calcio e calciatore inglese († 1996)
- 1912 - Pietro Sponziello, avvocato e politico italiano († 2013)
- 1913 - Luigi Dassogno, politico italiano († 1995)
- 1913 - Aleksandr Ivanovič Pokryškin, militare e aviatore sovietico († 1985)
- 1913 - Raffaele Pontecorvo, pittore italiano († 1983)
- 1914 - Domenico Cernecca, linguista italiano († 1989)
- 1914 - Vjekoslav Luburić, militare croato († 1969)
- 1914 - Salvatore Moriconi, militare italiano († 1938)
- 1914 - Herbert Panse, calciatore tedesco († 1980)
- 1914 - Werner Pötschke, militare tedesco († 1945)
- 1915 - Renato Brogelli, drammaturgo italiano († 2007)
- 1915 - Per Vilhelm Brüel, fisico e imprenditore danese († 2015)
- 1915 - Thomas B. Dewey, scrittore statunitense († 1981)
- 1915 - Friedrich Guggenberger, ammiraglio tedesco († 1988)
- 1915 - Joseph Kasa-Vubu, politico della Repubblica Democratica del Congo († 1969)
- 1915 - Hans-Ulrich von Oertzen, ufficiale tedesco († 1944)
- 1916 - Hermann Axen, politico tedesco orientale († 1992)
- 1916 - Red Callender, contrabbassista e suonatore di tuba statunitense († 1992)
- 1916 - Virginia Gregg, attrice statunitense († 1986)
- 1916 - Rochelle Hudson, attrice statunitense († 1972)
- 1916 - Gé Regter, pallanuotista olandese († 1987)
- 1917 - Donald Davidson, filosofo statunitense († 2003)
- 1917 - Will Eisner, fumettista statunitense († 2005)
- 1917 - Samael Aun Weor, esoterista colombiano († 1977)
- 1917 - Frankie Howerd, attore inglese († 1992)
- 1917 - Oswald Karch, pilota automobilistico tedesco († 2009)
- 1917 - George Newberry, pistard britannico († 1978)
- 1917 - Irv Torgoff, cestista statunitense († 1993)
- 1918 - Giuseppe Castellini, calciatore italiano († 1975)
- 1918 - James Edwards, attore statunitense († 1970)
- 1918 - Howard McGhee, trombettista statunitense († 1987)
- 1918 - María Mercader, attrice spagnola († 2011)
- 1918 - Bruno Pisani, calciatore italiano
- 1919 - Renato Antolini, calciatore italiano
- 1919 - Wanda Luzzato, violinista italiana († 2002)
- 1920 - Albino Badinelli, carabiniere italiano († 1944)
- 1920 - Lewis Gilbert, regista e sceneggiatore inglese († 2018)
- 1920 - Josef Kozák, pallavolista e allenatore di pallavolo cecoslovacco († 2000)
- 1920 - József Kónya, calciatore ungherese († 1987)
- 1920 - Lynne Lassal, modella francese († 2002)
- 1920 - Franco Quarleri, militare e partigiano italiano († 1945)
- 1920 - Celina Seghi, sciatrice alpina italiana († 2022)
- 1921 - Romolo Alzani, calciatore, allenatore di calcio e dirigente sportivo italiano († 2002)
- 1921 - Piero Carini, pilota automobilistico italiano († 1957)
- 1921 - Arcangelo Chiocchetti, fondista italiano († 2001)
- 1921 - Werner Düttmann, architetto, urbanista e pittore tedesco († 1983)
- 1921 - Akiva Jaglom, matematico, fisico e meteorologo sovietico († 2007)
- 1921 - Isaak Jaglom, matematico sovietico († 1988)
- 1921 - Giovanni Leccis, militare italiano († 1942)
- 1921 - Pierre-Michel Le Conte, direttore d'orchestra francese († 2000)
- 1921 - Antonio Olearo, partigiano e operaio italiano († 1945)
- 1921 - Julius Rudel, direttore d'orchestra statunitense († 2014)
- 1921 - Quirino Russo, politico e avvocato italiano († 1986)
- 1922 - Wanda Klaff, militare tedesca († 1946)
- 1922 - Jean Martin, attore francese († 2009)
- 1923 - Ferruccio Barreca, archeologo italiano († 1986)
- 1923 - Erhard Karkoschka, compositore tedesco († 2009)
- 1923 - Heinz-Günther Lehmann, nuotatore tedesco occidentale († 2006)
- 1923 - Herman Leonard, fotografo statunitense († 2010)
- 1923 - Ed McMahon, attore e conduttore televisivo statunitense († 2009)
- 1923 - Wes Montgomery, chitarrista e compositore statunitense († 1968)
- 1924 - Costante Bonazza, calciatore italiano († 1980)
- 1924 - Sarah Caldwell, direttrice d'orchestra statunitense († 2006)
- 1924 - Fernando Casuzzi, calciatore italiano († 2009)
- 1924 - Ottmar Walter, calciatore tedesco († 2013)
- 1924 - William H. Webster, militare, funzionario e giurista statunitense († 2025)
- 1925 - Don Boven, cestista e allenatore di pallacanestro statunitense († 2011)
- 1925 - Patricia Donahue, attrice statunitense († 2012)
- 1925 - Nino Farì, clarinettista e direttore artistico italiano († 2015)
- 1925 - Richard Kreß, calciatore tedesco († 1996)
- 1925 - Dante Spaziani, politico italiano
- 1925 - Franz Thaler, pacifista e artigiano italiano († 2015)
- 1926 - Ann Curtis, nuotatrice statunitense († 2012)
- 1926 - André Fontaine, pittore e giornalista canadese († 2005)
- 1926 - Alan Greenspan, economista statunitense
- 1926 - Elwood Hillis, politico statunitense († 2023)
- 1926 - Kim Jae-gyu, militare e agente segreto sudcoreano († 1980)
- 1926 - Giovanni Pettinati, ciclista su strada italiano († 1994)
- 1926 - Paolo Ravenna, avvocato e scrittore italiano († 2012)
- 1926 - H. C. Robbins Landon, musicologo e critico musicale statunitense († 2009)
- 1926 - Luciano Tondelli, partigiano italiano († 1945)
- 1926 - Andrzej Wajda, regista, sceneggiatore e direttore artistico polacco († 2016)
- 1926 - Ken Whyld, scacchista, scrittore e giornalista britannico († 2003)
- 1927 - LeRoy Gordon Cooper, astronauta statunitense († 2004)
- 1927 - Gabriel García Márquez, scrittore, giornalista e saggista colombiano († 2014)
- 1927 - Agostino Lombardo, anglista, critico letterario e traduttore italiano († 2005)
- 1927 - Mario Picchi, scrittore, traduttore e critico letterario italiano († 1996)
- 1927 - Samuel Schoenbaum, saggista e biografo statunitense († 1996)
- 1927 - Sugiuchi Kazuko, giocatrice di go giapponese
- 1927 - Norman Treigle, basso statunitense († 1975)
- 1928 - Robert Clouse, regista e sceneggiatore statunitense († 1997)
- 1928 - Aldo D'Ambrosi, ex calciatore italiano
- 1928 - Zoe Ducós, attrice argentina († 2002)
- 1928 - Georg Eder, arcivescovo cattolico austriaco († 2015)
- 1928 - Arízio, ex calciatore brasiliano
- 1928 - William F. Nolan, scrittore statunitense († 2021)
- 1928 - Alberto Pizzigoni, musicista italiano († 2013)
- 1928 - Mario Sestito, avvocato e politico italiano († 1987)
- 1929 - Nicolas Bouvier, scrittore e giornalista svizzero († 1998)
- 1929 - Nancy Chaffee, tennista statunitense († 2002)
- 1929 - Hilary Evans, giornalista e saggista britannico († 2011)
- 1929 - Tom Foley, politico statunitense († 2013)
- 1929 - Ho Dam, politico nordcoreano († 1991)
- 1929 - Fazil' Abdulovič Iskander, scrittore russo († 2016)
- 1929 - Günter Kunert, scrittore e poeta tedesco († 2019)
- 1930 - Amos Cardarelli, calciatore e allenatore di calcio italiano († 2018)
- 1930 - Maria Aparecida Cardoso, ex cestista brasiliana
- 1930 - Allison Hayes, attrice e modella statunitense († 1977)
- 1930 - Jean Laroyenne, schermidore francese († 2009)
- 1930 - Lorin Maazel, direttore d'orchestra, violinista e compositore statunitense († 2014)
- 1930 - György Mitró, nuotatore ungherese († 2010)
- 1930 - Shuzo Ohira, giocatore di go giapponese († 1998)
- 1930 - Stafford Poole, presbitero e storico statunitense († 2020)
- 1931 - Nicolas Barone, ciclista su strada francese († 2003)
- 1931 - Carlo Galli, calciatore e dirigente sportivo italiano († 2022)
- 1931 - Carla Lonzi, attivista, saggista e critica d'arte italiana († 1982)
- 1931 - Gene Miller, ex hockeista su ghiaccio canadese
- 1931 - Hal Needham, regista, stuntman e attore statunitense († 2013)
- 1931 - Liborio Sfalanga, circense italiano († 2017)
- 1931 - John Smith, attore statunitense († 1995)
- 1931 - Jimmy Stewart, pilota automobilistico britannico († 2008)
- 1931 - Ed Whitlock, maratoneta canadese († 2017)
- 1931 - Carmen de Lavallade, ballerina, coreografa e attrice statunitense
- 1932 - Marc Bazin, politico haitiano († 2010)
- 1932 - Bronisław Geremek, politico, storico e saggista polacco († 2008)
- 1932 - Jan Jindra, canottiere cecoslovacco († 2021)
- 1932 - Lester Lane, cestista e allenatore di pallacanestro statunitense († 1973)
- 1933 - Mariano Arana, politico e architetto uruguaiano († 2023)
- 1933 - William Blum, giornalista, scrittore e storico statunitense († 2018)
- 1933 - István Ilku, calciatore e allenatore di calcio ungherese († 2005)
- 1933 - Américo Lopes, calciatore portoghese († 2023)
- 1933 - Willy Schäfer, attore tedesco († 2011)
- 1933 - Rocco Torrebruno, cantante italiano († 1998)
- 1934 - Maurice Buffière, cestista e allenatore di pallacanestro francese († 2021)
- 1934 - Alfengo Carducci, politico italiano
- 1934 - Hristo Cvetkov, cestista bulgaro († 2018)
- 1934 - Marie-France Garaud, politica, magistrato e avvocato francese († 2024)
- 1934 - Pete Goegan, hockeista su ghiaccio canadese († 2008)
- 1934 - Tony Richards, calciatore inglese († 2010)
- 1934 - Michail Studeneckij, cestista sovietico († 2021)
- 1935 - Donald Bain, scrittore statunitense († 2017)
- 1935 - Ron Delany, ex mezzofondista irlandese
- 1935 - Lisa Gaye, attrice statunitense († 2016)
- 1935 - Barbara Rose Johns, bibliotecaria e attivista statunitense († 1991)
- 1935 - Derek Kevan, calciatore inglese († 2013)
- 1935 - João Morais, calciatore portoghese († 2010)
- 1935 - Mario Ramadori, ecologo e pittore italiano († 1998)
- 1935 - Shaila Rubin, casting director statunitense († 2006)
- 1935 - Manfred Rulffs, canottiere tedesco († 2007)
- 1935 - Joe Stulac, cestista canadese († 2001)
- 1935 - Sergio Tagliapietra, canottiere italiano († 2022)
- 1935 - Paulin, cantante italiano († 1998)
- 1936 - Marion Barry, politico statunitense († 2014)
- 1936 - Eros Fassetta, calciatore italiano († 2002)
- 1936 - Choummaly Sayasone, politico laotiano
- 1936 - Roberto Siorpaes, ex sciatore alpino e allenatore di sci alpino italiano
- 1937 - Daniel Andres, compositore e musicista svizzero
- 1937 - Elisa Calsi, ex ginnasta italiana
- 1937 - Ben Keith, musicista e produttore discografico statunitense († 2010)
- 1937 - Deryn Lake, scrittrice britannica
- 1937 - Paul Méfano, compositore e direttore d'orchestra francese († 2020)
- 1937 - Romano Penna, presbitero, biblista e traduttore italiano († 2025)
- 1937 - Sam the Sham, cantante statunitense
- 1937 - Valentina Tereškova, cosmonauta e politica russa
- 1938 - Pauline Boty, pittrice e attrice britannica († 1966)
- 1938 - Hans Candrian, bobbista svizzero († 1999)
- 1938 - Francesco Coccopalmerio, cardinale e arcivescovo cattolico italiano
- 1938 - Jean-Paul Escale, ex calciatore francese
- 1938 - Armando Ginesi, critico d'arte italiano († 2022)
- 1938 - Guidone, cantante e numismatico italiano († 2023)
- 1938 - Nikolaj Manošin, calciatore sovietico († 2022)
- 1938 - Joel Meyerowitz, fotografo statunitense
- 1938 - Luis Robles Díaz, arcivescovo cattolico messicano († 2007)
- 1938 - Giovanni Sciamarelli, grecista e traduttore italiano
- 1939 - Svante af Klinteberg, cestista svedese († 2022)
- 1939 - Adam Osborne, editore e informatico inglese († 2003)
- 1939 - Sergio Pompanin, bobbista italiano
- 1939 - Eugenio Viale, politico italiano
- 1939 - Piet de Vries, ex calciatore olandese
- 1939 - Margherita di Borbone-Spagna, principessa spagnola
- 1940 - Miguel José Asurmendi Aramendia, vescovo cattolico spagnolo († 2016)
- 1940 - Ken Galanchuk, ex cestista canadese
- 1940 - Giovanni Giudici, vescovo cattolico italiano († 2024)
- 1940 - Philippe Lacoue-Labarthe, filosofo francese († 2007)
- 1940 - Joanna Miles, attrice statunitense
- 1940 - Franco Proietti, politico italiano
- 1940 - Willie Stargell, giocatore di baseball statunitense († 2001)
- 1941 - Peter Brötzmann, sassofonista e clarinettista tedesco († 2023)
- 1941 - Gabriel De Michèle, ex calciatore francese
- 1941 - Karl Geiger, velista austriaco
- 1941 - Carlos Giménez, fumettista spagnolo
- 1941 - Kálmán Ihász, calciatore ungherese († 2019)
- 1941 - Karyn Kupcinet, attrice statunitense († 1963)
- 1941 - Palle Mikkelborg, trombettista, compositore e arrangiatore danese
- 1941 - Ferdinando Scarfiotti, scenografo italiano († 1994)
- 1941 - Marilyn Strathern, antropologa britannica
- 1941 - George P. Wilbur, attore e stuntman statunitense († 2023)
- 1942 - Michele Carlotto, ex rugbista a 15, avvocato e dirigente sportivo italiano
- 1942 - Svetlana Gannuškina, matematica e attivista russa
- 1942 - Ben Murphy, attore statunitense
- 1942 - John Oxford, virologo britannico
- 1942 - Lynda Petty, attrice e doppiatrice statunitense († 2014)
- 1942 - Flora Purim, cantante brasiliana
- 1942 - Jerry Rhome, ex giocatore di football americano statunitense
- 1942 - Mauro Rostagno, sociologo, giornalista e attivista italiano († 1988)
- 1943 - Ján Bakoš, storico dell'arte slovacco († 2025)
- 1943 - Mario Cotelli, allenatore di sci alpino italiano († 2019)
- 1943 - Gordon Jones, ex calciatore inglese
- 1943 - Nick Papadakis, ex calciatore greco
- 1944 - Richard Corliss, giornalista statunitense († 2015)
- 1944 - Peter Dietrich, ex calciatore tedesco
- 1944 - Michael Eitan, politico israeliano († 2024)
- 1944 - Kari Liimo, ex cestista e allenatore di pallacanestro finlandese
- 1944 - Luigi Peroni, ex cestista e dirigente sportivo italiano
- 1944 - Kiri Te Kanawa, soprano neozelandese
- 1944 - Mary Wilson, cantante statunitense († 2021)
- 1945 - Duccio Demetrio, pedagogista e filosofo italiano
- 1945 - Armando Giuranna, attivista italiano († 2018)
- 1945 - Giorgio Israel, storico della scienza italiano († 2015)
- 1945 - Katalin Rátvay, ex cestista ungherese
- 1945 - Alessandro Vitali, calciatore italiano († 1977)
- 1946 - Patrick Baudry, aviatore e astronauta francese
- 1946 - David Gilmour, cantautore, polistrumentista e compositore britannico
- 1946 - Richard Rutowski, produttore cinematografico, attore e sceneggiatore statunitense
- 1946 - Peter Utzschneider, ex bobbista tedesco
- 1947 - Ray Baartz, allenatore di calcio e ex calciatore australiano
- 1947 - Andy Burgin, ex calciatore inglese
- 1947 - Dick Fosbury, altista statunitense († 2023)
- 1947 - Rita Gildemeister, ex altista tedesca
- 1947 - Martin Kove, attore e artista marziale statunitense
- 1947 - Kiki Dee, cantante britannica
- 1947 - Teru Miyamoto, scrittore giapponese
- 1947 - Mwamba Kazadi, calciatore della Repubblica Democratica del Congo († 1996)
- 1947 - Jean-Claude Osman, ex calciatore francese
- 1947 - Killer Khan, wrestler giapponese († 2023)
- 1947 - Eliseo Paolini, ex tiratore a segno sammarinese
- 1947 - Rob Reiner, regista, attore e produttore cinematografico statunitense
- 1947 - Ivan Vakarčuk, fisico e politico ucraino († 2020)
- 1948 - Mario Bianchi, regista televisivo italiano
- 1948 - Anna Maria Horsford, attrice statunitense
- 1948 - Ralph Hutton, ex nuotatore canadese
- 1948 - Ron Kuhlman, attore, ballerino e cantante statunitense
- 1948 - Jacques Mourioux, ex ciclista su strada e pistard francese
- 1948 - Dieter Schidor, attore tedesco († 1987)
- 1948 - Stephen Schwartz, paroliere e compositore statunitense
- 1948 - Vasileios Skourīs, docente, giudice e politico greco
- 1949 - Shaukat Aziz, politico pakistano
- 1949 - Martin Buchan, ex calciatore e allenatore di calcio scozzese
- 1949 - Richard Elfman, regista, scrittore e attore statunitense
- 1949 - Emanuele Messineo, militare italiano († 1974)
- 1949 - Josef Stering, ex calciatore austriaco
- 1949 - Theo Timmer, pilota motociclistico olandese
- 1949 - Melchior Wathelet, politico belga
- 1950 - Andrzej Bartkowiak, regista, direttore della fotografia e attore polacco
- 1950 - Vieri Ceriani, economista e funzionario italiano
- 1950 - Giovanni Crivello, fumettista italiano
- 1950 - Felix Genn, vescovo cattolico tedesco
- 1950 - José María Igartua, ex calciatore spagnolo
- 1950 - Arthur Roche, cardinale e arcivescovo cattolico britannico
- 1950 - Hirotaka Suzuoki, doppiatore giapponese († 2006)
- 1950 - Walter Vesti, ex sciatore alpino svizzero
- 1951 - Jeannot Ahoussou-Kouadio, politico ivoriano
- 1951 - Mike Boryla, ex giocatore di football americano statunitense
- 1951 - Wolfgang Hanisch, ex giavellottista tedesco
- 1951 - Gerrie Knetemann, ciclista su strada e pistard olandese († 2004)
- 1951 - Saverio Lodato, giornalista e saggista italiano
- 1951 - Bruna Lovisolo, mezzofondista italiana
- 1951 - Marnie Mosiman, attrice statunitense
- 1951 - Giovanni Quadri, ex calciatore italiano
- 1951 - Walter Trout, chitarrista e cantante statunitense
- 1952 - Jimmy Allen, giocatore di football americano statunitense († 2019)
- 1952 - András Botos, ex pugile ungherese
- 1952 - Ieke van den Burg, politica olandese († 2014)
- 1952 - Giulio Capitanio, ex fondista italiano
- 1952 - John David Carson, attore statunitense († 2009)
- 1952 - Kathryn Evans, attrice teatrale, cantante e ballerina britannica
- 1952 - Jean-Yves Lormeau, ballerino e direttore artistico francese († 2014)
- 1952 - Bill Mishalow, ex calciatore statunitense
- 1952 - Ileana Pagani, storiografa italiana
- 1952 - Ritchie, cantante, polistrumentista e ballerino britannico
- 1953 - Phil Alvin, musicista e cantante statunitense
- 1953 - Gianfranco De Angelis, cantante e attore italiano
- 1953 - Brad Hoffman, ex cestista statunitense
- 1953 - Micky Horswill, ex calciatore inglese
- 1953 - Madhav Kumar Nepal, politico nepalese
- 1953 - Carolyn Porco, astrofisica, astronoma e divulgatrice scientifica statunitense
- 1953 - Natália do Vale, attrice e scrittrice brasiliana
- 1954 - Ibrahim al-Kadi, ingegnere saudita
- 1954 - Nikica Cukrov, allenatore di calcio e ex calciatore jugoslavo
- 1954 - Joey DeMaio, bassista statunitense
- 1954 - Rossella Or, attrice italiana
- 1954 - Chanda Romero, attrice filippina
- 1954 - Harald Schumacher, ex calciatore e allenatore di calcio tedesco
- 1955 - Antonella Appiano, giornalista, conduttrice televisiva e autrice televisiva italiana
- 1955 - Paolo Bigliocchi, politico italiano
- 1955 - Wendy Boglioli, ex nuotatrice statunitense
- 1955 - Larry Cedar, attore statunitense
- 1955 - Steve Golin, produttore cinematografico e produttore televisivo statunitense († 2019)
- 1955 - Petru Guelfucci, cantante francese († 2021)
- 1955 - Odd Ivar Moen, dirigente sportivo e ex calciatore norvegese
- 1955 - Cyprien Ntaryamira, politico burundese († 1994)
- 1955 - James Saito, attore statunitense
- 1955 - Alberta Watson, attrice canadese († 2015)
- 1955 - Brigitte Wujak, ex lunghista tedesca
- 1956 - Stig Fredriksson, ex calciatore svedese
- 1956 - Fabio Gaggini, avvocato e dirigente sportivo svizzero
- 1956 - Piotr Hofmański, giudice polacco
- 1956 - Beppe Mecconi, pittore, scrittore e regista teatrale italiano
- 1956 - Jorge Nisco, regista cinematografico argentino
- 1956 - Jan Norback, ex tennista svedese
- 1956 - Franco Pistoni, attore, regista teatrale e poeta italiano
- 1956 - Vladimir Valerianovič Pribylovskij, giornalista e storico russo († 2016)
- 1956 - Ullrich Sierau, politico tedesco
- 1956 - Harry Smart, poeta britannico
- 1956 - László Trócsányi, diplomatico e politico ungherese
- 1957 - Pepe Auth Stewart, politico cileno
- 1957 - Giuseppe Compagnone, politico italiano
- 1957 - Eddie Deezen, attore statunitense
- 1957 - Vagas Ferguson, ex giocatore di football americano statunitense
- 1957 - Roland Liboton, ex ciclocrossista belga
- 1957 - Yoshiyuki Matsuoka, ex judoka giapponese
- 1957 - Peter Röhle, ex pallanuotista tedesco
- 1957 - Juan Domingo Roldán, pugile argentino († 2020)
- 1957 - Gilles Tschudi, attore svizzero
- 1958 - Vittorio Agnoletto, politico, medico e attivista italiano
- 1958 - Bruno Bulić, ex ciclista su strada jugoslavo
- 1958 - Bruno Leali, ex ciclista su strada e dirigente sportivo italiano
- 1958 - Mark Lindsay, ex calciatore inglese
- 1958 - Marcello Meroi, politico italiano
- 1958 - Anton Netolitzchi, cestista rumeno († 2021)
- 1958 - Cass Pennant, scrittore inglese
- 1959 - Tom Arnold, attore statunitense
- 1959 - Michael Carmine, attore statunitense († 1989)
- 1959 - Lobo Carrasco, allenatore di calcio e ex calciatore spagnolo
- 1959 - Hugo Perotti, ex calciatore argentino
- 1959 - Nizar Rayyan, terrorista palestinese († 2009)
- 1959 - Faryion Wardrip, serial killer statunitense
- 1960 - Marco Castelli, sassofonista e compositore italiano
- 1960 - Oleksandr Černin, scacchista ucraino
- 1960 - Antonietta De Lillo, regista, sceneggiatrice e fotoreporter italiana
- 1960 - Sleepy Floyd, ex cestista statunitense
- 1960 - Walter Giardino, chitarrista e cantante argentino
- 1960 - Francis Joseph, calciatore inglese († 2022)
- 1960 - Alena Kašová, ex cestista cecoslovacca
- 1960 - Mike Munchak, ex giocatore di football americano e allenatore di football americano statunitense
- 1960 - Luiz Carlos Pereira, ex calciatore brasiliano
- 1960 - Edgar Peña Parra, arcivescovo cattolico venezuelano
- 1960 - Héctor Tuja, ex calciatore uruguaiano
- 1961 - Didier Bouvet, ex sciatore alpino francese
- 1961 - Paschalīs Christoforou, ex calciatore cipriota
- 1961 - Myriam Fecchi, conduttrice radiofonica e conduttrice televisiva italiana
- 1961 - Giuseppe Giorgi, mafioso italiano
- 1961 - Alan Risher, ex giocatore di football americano statunitense
- 1962 - Jan Bartram, ex calciatore danese
- 1962 - José Batista, allenatore di calcio e ex calciatore uruguaiano
- 1962 - Bengt Baron, ex nuotatore svedese
- 1962 - Chi Minghua, ex calciatore cinese
- 1962 - Andreas Felder, ex saltatore con gli sci austriaco
- 1962 - Erika Hess, ex sciatrice alpina svizzera
- 1962 - Henning Lynge Jakobsen, canoista danese
- 1962 - Michael Konsel, ex calciatore austriaco
- 1962 - Tiziana Messina, ex calciatrice italiana
- 1962 - Vincenzo Mirra, dirigente sportivo, allenatore di calcio e ex calciatore italiano
- 1962 - Marinella Pacifico, politica italiana
- 1962 - Pasi Rasimus, ex calciatore finlandese
- 1962 - Rita Sargsyan, first lady armena († 2020)
- 1962 - Eduardo Terrazas, ex calciatore boliviano
- 1963 - Marvin Arnesen, calciatore norvegese († 2023)
- 1963 - Aleksandr Bogatyrëv, calciatore sovietico († 2009)
- 1963 - Kajetan Broniewski, ex canottiere polacco
- 1963 - Piero Carletto, canottiere italiano († 2022)
- 1963 - Suzanne Crough, attrice televisiva e doppiatrice statunitense († 2015)
- 1963 - Bob Egerton, ex rugbista a 15 e allenatore di rugby a 15 australiano
- 1963 - Tori Murden, sportiva statunitense
- 1963 - Patrick Neary, vescovo cattolico statunitense
- 1963 - Ángela Rodicio, giornalista spagnola
- 1963 - Don Walchuk, giocatore di curling canadese
- 1963 - Bruno Wojtinek, ex ciclista su strada e pistard francese
- 1963 - Zhao Wei, ex cestista cinese
- 1964 - Madonna Wayne Gacy, tastierista statunitense
- 1964 - Niklas Henning, ex sciatore alpino svedese
- 1964 - Michael Manley, dirigente d'azienda britannico
- 1964 - Marco Mathieu, bassista, giornalista e critico musicale italiano († 2021)
- 1964 - Mario Perantoni, politico italiano
- 1964 - Sandro Rosell, dirigente sportivo spagnolo
- 1964 - Giuseppe Stama, ex cestista italiano
- 1964 - Pietro Vanessi, disegnatore, illustratore e fumettista italiano († 2025)
- 1965 - Allan Bateman, rugbista a 13 e rugbista a 15 britannico
- 1965 - Ravi K. Chandran, direttore della fotografia indiano
- 1965 - Tom Chase, attore pornografico statunitense
- 1965 - Brian Gayle, ex calciatore inglese
- 1965 - John Kerr, allenatore di calcio e ex calciatore canadese
- 1965 - Kazuchika Kise, animatore giapponese
- 1965 - Daniela Palumbo, giornalista e scrittrice italiana
- 1965 - Beata Szamyjer, ex cestista polacca
- 1965 - Nildo Viana, sociologo e filosofo brasiliano
- 1965 - Zhou Xing-ming, astronomo cinese († 2004)
- 1966 - Maurice Ashley, scacchista statunitense
- 1966 - Silvia Chiesa, violoncellista italiana
- 1966 - Michelle Edwards, ex cestista, dirigente sportivo e allenatrice di pallacanestro statunitense
- 1966 - Mikael Gustafsson, politico svedese
- 1966 - Eija Kantola, cantante finlandese
- 1966 - Rick Pasqualone, doppiatore e attore statunitense
- 1966 - Jeff Szusterman, attore e doppiatore neozelandese
- 1967 - Mauro Biani, vignettista, illustratore e blogger italiano
- 1967 - Julio Bocca, ex ballerino argentino
- 1967 - Connie Britton, attrice statunitense
- 1967 - Jakob Friis-Hansen, allenatore di calcio e ex calciatore danese
- 1967 - Glenn Greenwald, avvocato, giornalista e blogger statunitense
- 1967 - Dietmar Haaf, ex lunghista tedesco
- 1967 - Shuler Hensley, attore statunitense
- 1967 - Robert Hooker, allenatore di calcio, ex calciatore e ex giocatore di calcio a 5 australiano
- 1967 - Peer Jöchel, bobbista tedesco
- 1967 - Negele Knight, ex cestista statunitense
- 1967 - José Lucas Mena, allenatore di calcio a 5 e ex giocatore di calcio a 5 spagnolo
- 1967 - Stefania Pucciarelli, politica italiana
- 1967 - Óscar Quintana, allenatore di pallacanestro spagnolo
- 1967 - Mihai Tudose, politico romeno
- 1967 - Andrej Tverjankin, ex giocatore di calcio a 5 russo
- 1967 - Özlem Türeci, medico e immunologa tedesca
- 1967 - Ceyhun Yıldızoğlu, allenatore di pallacanestro turco
- 1968 - Laura Canali, cartografa italiana
- 1968 - Vincent Gale, attore canadese
- 1968 - Tony Gill, allenatore di calcio e ex calciatore inglese
- 1968 - Moira Kelly, attrice statunitense
- 1968 - Igor' Kolyvanov, allenatore di calcio e ex calciatore russo
- 1968 - Carlos Mac Allister, allenatore di calcio e ex calciatore argentino
- 1968 - Oktay Mahmuti, allenatore di pallacanestro jugoslavo
- 1968 - Carla McGhee, ex cestista, allenatrice di pallacanestro e dirigente sportivo statunitense
- 1968 - Sunaree Rachasima, cantante e attrice thailandese
- 1968 - Michael Romeo, chitarrista statunitense
- 1968 - Masanori Sanada, calciatore giapponese († 2011)
- 1969 - Andrea Alomo, ex cestista argentina
- 1969 - Tat'jana Bulanova, cantante russa
- 1969 - Antonio Cermeño, pugile venezuelano († 2014)
- 1969 - Andrea Elson, attrice televisiva statunitense
- 1969 - Fabio Francini, ex calciatore sammarinese
- 1969 - Nikolaj Koppel, giornalista e conduttore televisivo danese
- 1969 - Daniel Fernando López, ex calciatore cileno
- 1969 - Amy Pietz, attrice statunitense
- 1969 - Jintara Poonlarp, cantante thailandese
- 1969 - Juan Antonio Prieto, ex atleta paralimpico spagnolo
- 1969 - Nicholas Rogers, attore e modello australiano
- 1969 - Milenko Topić, ex cestista e allenatore di pallacanestro serbo
- 1970 - Harini Amarasuriya, politica e attivista singalese
- 1970 - Stefano Battistelli, ex nuotatore italiano
- 1970 - Daniel Beltramo, allenatore di pallacanestro argentino
- 1970 - Edward Berger, regista, sceneggiatore e produttore cinematografico austriaco
- 1970 - Betty Boo, cantautrice britannica
- 1970 - Chris Broderick, chitarrista statunitense
- 1970 - Sílvio César Ferreira da Costa, ex calciatore brasiliano
- 1970 - Bob Zilla, bassista statunitense
- 1970 - Hideki Katsura, ex calciatore giapponese
- 1970 - Michel Marfaing, ex rugbista a 15, allenatore di rugby a 15 e dirigente sportivo francese
- 1970 - Ndompetelo Mbabu, ex calciatore della Repubblica Democratica del Congo
- 1970 - Nestor-Désiré Nongo-Aziagbia, vescovo cattolico centrafricano
- 1970 - Roberto Pella, politico italiano
- 1970 - Robbie Tobeck, ex giocatore di football americano statunitense
- 1970 - Simona Vinci, scrittrice e traduttrice italiana
- 1971 - Massimo Ardinghi, ex tennista italiano
- 1971 - Gianluca Atzori, allenatore di calcio e ex calciatore italiano
- 1971 - Richard Gay, ex sciatore freestyle francese
- 1971 - Servais Knaven, ex ciclista su strada e pistard olandese
- 1971 - Darrick Martin, ex cestista e allenatore di pallacanestro statunitense
- 1971 - Stefano Piccardo, ex pallanuotista e allenatore di pallanuoto italiano
- 1971 - Val Venis, ex wrestler canadese
- 1972 - Sebastià Alzamora i Martín, scrittore spagnolo
- 1972 - Yoav Bruck, ex nuotatore israeliano
- 1972 - Gioacchino Cascone, ex canottiere italiano
- 1972 - Catanha, ex calciatore brasiliano
- 1972 - Abdelkrim El Hadrioui, ex calciatore marocchino
- 1972 - Alain Gomis, regista francese
- 1972 - Isol, illustratrice, scrittrice e cantante argentina
- 1972 - Shaquille O'Neal, ex cestista, attore e rapper statunitense
- 1972 - Jaret Reddick, cantante e chitarrista statunitense
- 1972 - Peter Sendel, biatleta tedesco
- 1972 - Marianne Thieme, politica olandese
- 1973 - Ryūtarō Arimura, cantante, saggista e modello giapponese
- 1973 - Dotsie Bausch, ex pistard statunitense
- 1973 - Radim Běleš, atleta paralimpico ceco
- 1973 - Michael Finley, ex cestista e produttore cinematografico statunitense
- 1973 - Yasushi Fukunaga, ex calciatore giapponese
- 1973 - Eric Gobetti, storico italiano
- 1973 - Arnar Gunnlaugsson, allenatore di calcio e ex calciatore islandese
- 1973 - Bjarki Gunnlaugsson, ex calciatore islandese
- 1973 - Kim Byeong-cheol, ex cestista sudcoreano
- 1973 - Lee Seo-hwan, attore sudcoreano
- 1973 - Peter Lindgren, chitarrista svedese
- 1973 - Florin Lupeică, schermidore romeno
- 1973 - Greg Ostertag, ex cestista statunitense
- 1974 - Pierdomenico Baccalario, scrittore e sceneggiatore italiano
- 1974 - Martin Bengtsson, bassista, chitarrista e cantante svedese
- 1974 - Philippe Durpes, ex calciatore francese
- 1974 - Beanie Sigel, rapper e attore statunitense
- 1974 - Guy Garvey, cantautore britannico
- 1974 - Claudia Gasperini, ex cestista italiana
- 1974 - Ricardo González Fonseca, ex calciatore costaricano
- 1974 - Mamadou Koné, ex calciatore burkinabé
- 1974 - Lionel Mallier, rugbista a 15 francese
- 1974 - Erik Miller, canottiere statunitense
- 1974 - Kate Paye, ex cestista e allenatrice di pallacanestro statunitense
- 1974 - Gary Rowett, allenatore di calcio e ex calciatore inglese
- 1974 - Brad Schumacher, ex nuotatore e ex pallanuotista statunitense
- 1974 - Alexis Suárez, ex calciatore spagnolo
- 1974 - Miika Tenkula, chitarrista e cantante finlandese († 2009)
- 1974 - Yanou, produttore discografico e disc jockey tedesco
- 1974 - Zana, ex attrice pornografica statunitense
- 1974 - Sônia Guajajara, attivista e politica brasiliana
- 1975 - Aracely Arámbula, cantante e attrice messicana
- 1975 - Peppone Calabrese, conduttore televisivo e imprenditore italiano
- 1975 - Mario Cuenca, ex calciatore argentino
- 1975 - Morten Fevang, ex calciatore norvegese
- 1975 - Vasileia Gkouzinī, allenatrice di pallacanestro e ex cestista greca
- 1975 - Sheik Umar Khan, virologo sierraleonese († 2014)
- 1975 - Yannick Nézet-Séguin, direttore d'orchestra canadese
- 1975 - Misha, cantante slovacca
- 1975 - Mikel Pradera, ex ciclista su strada spagnolo
- 1975 - Ra Mi-ran, attrice sudcoreana
- 1975 - Minouche Smit, ex nuotatrice olandese
- 1975 - Scott Smith, ex calciatore neozelandese
- 1975 - Janne Väätäinen, saltatore con gli sci finlandese
- 1975 - Mehdi Vaezi, ex calciatore iraniano
- 1975 - Jiří Vávra, ex calciatore ceco
- 1976 - Ken Anderson, wrestler statunitense
- 1976 - Cédric Barbosa, ex calciatore francese
- 1976 - Grégoire Drouot, vescovo cattolico francese
- 1976 - Antoine Dénériaz, ex sciatore alpino francese
- 1976 - Arianna Lazzarini, politica italiana
- 1976 - Manuela Malerba, pallavolista e giocatrice di beach volley italiana
- 1976 - Robert Milkins, giocatore di snooker inglese
- 1976 - Nicola Molteni, politico italiano
- 1976 - Naomi Mulitauaopele, ex cestista statunitense
- 1976 - April Parker Jones, attrice statunitense
- 1976 - Stjepan Tomas, allenatore di calcio e ex calciatore croato
- 1977 - Melvin Bibo, lottatore nigeriano
- 1977 - Leao Butrón, ex calciatore peruviano
- 1977 - John Celestand, ex cestista statunitense
- 1977 - Laura Cosenza, doppiatrice e dialoghista italiana
- 1977 - Francisco Javier Fernández, marciatore spagnolo
- 1977 - Donaldas Kairys, allenatore di pallacanestro e ex cestista lituano
- 1977 - Giōrgos Karagkounīs, dirigente sportivo, allenatore di calcio e ex calciatore greco
- 1977 - Karimouche, cantante francese
- 1977 - Leari, musicista svedese
- 1977 - Shabani Nonda, ex calciatore burundese
- 1977 - Bubba Sparxxx, rapper statunitense
- 1977 - Ousmane Traoré, ex calciatore burkinabé
- 1977 - Carlos Manuel da Silva Cunha, ex calciatore portoghese
- 1978 - Lara Cox, attrice e ex modella australiana
- 1978 - Paola Croce, ex pallavolista italiana
- 1978 - Derrick Davenport, ex cestista statunitense
- 1978 - Thomas Godoj, cantante tedesco
- 1978 - Teruaki Kurobe, ex calciatore giapponese
- 1978 - Salvatore Perugini, ex rugbista a 15 e dirigente sportivo italiano
- 1978 - Sage Rosenfels, ex giocatore di football americano statunitense
- 1978 - Saukrates, rapper, cantante e produttore discografico canadese
- 1978 - James Williams, ex giocatore di football americano statunitense
- 1978 - Daniel H. Wilson, scrittore statunitense
- 1979 - Claude Davis, ex calciatore giamaicano
- 1979 - Thomas Dossevi, ex calciatore togolese
- 1979 - Vladislav Dragojlović, ex cestista serbo
- 1979 - David Flair, ex wrestler statunitense
- 1979 - Andre Gurode, giocatore di football americano statunitense
- 1979 - Rufus Hound, conduttore televisivo e comico britannico
- 1979 - Tim Howard, dirigente sportivo e ex calciatore statunitense
- 1979 - Arnaud Maire, ex calciatore francese
- 1979 - Garry Monk, allenatore di calcio e ex calciatore inglese
- 1979 - Per Rönnmark, ex sciatore alpino svedese
- 1980 - Patrik Anttonen, ex calciatore svedese
- 1980 - Daniel Arnold, fotografo statunitense
- 1980 - Georgij Balakšin, pugile russo
- 1980 - Emílson Cribari, ex calciatore brasiliano
- 1980 - Shaun Evans, attore britannico
- 1980 - Ľuboš Hajdúch, ex calciatore slovacco
- 1980 - Katie Herzig, cantautrice e musicista statunitense
- 1980 - Emma Igelström, ex nuotatrice svedese
- 1980 - Sisa Koyamaibole, rugbista a 15 figiano
- 1980 - Yaroslav Kozin, pentatleta ucraino
- 1980 - Davit Shengelia, scacchista georgiano
- 1980 - Rodrigo Taddei, ex calciatore brasiliano
- 1980 - Carlos Vermut, regista, sceneggiatore e fumettista spagnolo
- 1981 - Tim Brown, ex calciatore neozelandese
- 1981 - Mestizo, rapper statunitense
- 1981 - Gorka Iraizoz, ex calciatore spagnolo
- 1981 - Zlatan Muslimović, ex calciatore bosniaco
- 1981 - Ellen Muth, attrice statunitense
- 1981 - Josep Ordeig, ex hockeista su pista spagnolo
- 1981 - Marco Antonio Palacios, ex calciatore messicano
- 1981 - Alejandro Palacios, ex calciatore messicano
- 1981 - Riwandi Wahit, ex calciatore bruneiano
- 1982 - Inga Abitova, ex mezzofondista e maratoneta russa
- 1982 - Felicia Barton, cantautrice statunitense
- 1982 - Jimmy Cowan, rugbista a 15 neozelandese
- 1982 - Tyler Gillett, regista e scenografo statunitense
- 1982 - Baba Issaka, ex calciatore ghanese
- 1982 - Boubacar Jiddou, ex calciatore mauritano
- 1982 - Sahana Kumari, ex altista indiana
- 1982 - Daniele Parisi, attore italiano
- 1982 - Ari Santos, ex giocatore di calcio a 5 brasiliano
- 1982 - Sylvain Sudrie, triatleta francese
- 1982 - Pınar Çağlar Gençtürk, attrice turca
- 1983 - Ahmed Al-Kaf, arbitro di calcio omanita
- 1983 - Tommaso Berni, ex calciatore italiano
- 1983 - Mathias Chago, ex calciatore camerunese
- 1983 - Enis Hajri, ex calciatore tunisino
- 1983 - Jared Homan, ex cestista statunitense
- 1983 - Michael Huff, ex giocatore di football americano statunitense
- 1983 - Carlo Emanuele Lanzavecchia, autore di giochi italiano
- 1983 - Mike McDaniel, allenatore di football americano statunitense
- 1983 - Giulia Quintavalle, judoka italiana
- 1983 - Mario Scheiber, allenatore di sci alpino e ex sciatore alpino austriaco
- 1983 - Christin Steuer, tuffatrice tedesca
- 1983 - Andranik Teymourian, allenatore di calcio e ex calciatore iraniano
- 1984 - Pavel Alikin, ex calciatore russo
- 1984 - Becky, attrice, cantante e modella giapponese
- 1984 - Leïla Bekhti, attrice francese
- 1984 - Justin Cicatello, giocatore di baseball statunitense
- 1984 - Abebe Dinkesa, maratoneta e mezzofondista etiope
- 1984 - Nicolas Frey, ex calciatore francese
- 1984 - Karen Gallardo, discobola cilena
- 1984 - Ty Harden, ex calciatore statunitense
- 1984 - Jentina, cantante e rapper britannica
- 1984 - Anthony Johnson, artista marziale misto statunitense († 2022)
- 1984 - Yolanda Jones, ex cestista statunitense
- 1984 - Denis Kapustin, militare e attivista russo
- 1984 - John Paul Kepka, ex pattinatore di short track statunitense
- 1984 - Vincent Keyizi, calciatore ugandese
- 1984 - Tomasz Marczyński, ex ciclista su strada polacco
- 1984 - Juan Alberto Andreu, ex calciatore spagnolo
- 1984 - Erik Mjelde, allenatore di calcio e ex calciatore norvegese
- 1984 - Alex Pederzoli, ex calciatore italiano
- 1984 - Daniël de Ridder, ex calciatore olandese
- 1984 - Christopher Spring, bobbista australiano
- 1984 - Lucas Vidal, compositore spagnolo
- 1984 - Paulo António da Silva Ribeiro, ex calciatore portoghese
- 1985 - Nayzal Ali, calciatore figiano
- 1985 - Pierre-Édouard Bellemare, hockeista su ghiaccio francese
- 1985 - Caroline Ciavaldini, arrampicatrice francese
- 1985 - Mikael Dahlberg, ex calciatore svedese
- 1985 - Olav Dalen, ex calciatore norvegese
- 1985 - Marius Delport, rugbista a 15 sudafricano
- 1985 - Jaroslav Godzjur, ex calciatore russo
- 1985 - Mathieu Gomes, ex calciatore francese
- 1985 - Hernán Jansen, schermidore venezuelano
- 1985 - Vitalij Kozlovs'kyj, cantante ucraino
- 1985 - Domen Lorbek, cestista sloveno
- 1985 - Jean Márquez, calciatore guatemalteco
- 1985 - Godfrey Khotso Mokoena, lunghista e triplista sudafricano
- 1985 - Maya Nakanishi, atleta paralimpica giapponese
- 1985 - Ján Novák, calciatore slovacco
- 1985 - Oleksij Porošenko, politico e diplomatico ucraino
- 1985 - Pedro Miguel Silva Rocha, ex calciatore portoghese
- 1985 - Yael Stone, attrice australiana
- 1985 - Alaska Thunderfuck, personaggio televisivo statunitense
- 1985 - Linus Thörnblad, altista svedese
- 1985 - Bakaye Traoré, ex calciatore maliano
- 1985 - Pretty Yende, soprano sudafricano
- 1985 - Romain Élie, allenatore di calcio e ex calciatore francese
- 1986 - Paul Aguilar, ex calciatore messicano
- 1986 - Jake Arrieta, ex giocatore di baseball statunitense
- 1986 - Mohammed Ayash, calciatore yemenita
- 1986 - Nahuel Pérez Biscayart, attore argentino
- 1986 - Ginny Blackmore, cantautrice neozelandese
- 1986 - Evan Bush, calciatore statunitense
- 1986 - Francisco Cervelli, ex giocatore di baseball venezuelano
- 1986 - Federica Dieni, politica italiana
- 1986 - Maria Dunn, lottatrice statunitense
- 1986 - Juan Figueroa, allenatore di pallavolo e ex pallavolista portoricano
- 1986 - Anthony Gonçalves, calciatore francese
- 1986 - Dominic Inglot, ex tennista britannico
- 1986 - Tim Janssen, ex calciatore olandese
- 1986 - Kim Bo-mi, ex cestista sudcoreana
- 1986 - Stephen King, ex calciatore statunitense
- 1986 - Veera Kinnunen, ballerina e coreografa svedese
- 1986 - Eli Marienthal, attore e doppiatore statunitense
- 1986 - Naser Masood, calciatore emiratino
- 1986 - Charlie Mulgrew, ex calciatore scozzese
- 1986 - Matteo Piccinni, calciatore italiano
- 1986 - Lucas Saatkamp, pallavolista brasiliano
- 1986 - Nick Thoman, ex nuotatore statunitense
- 1986 - Jonathan Vila, ex calciatore spagnolo
- 1986 - Avdija Vršajević, ex calciatore bosniaco
- 1987 - Daniel Addo, ex calciatore ghanese
- 1987 - Mário Bližňák, hockeista su ghiaccio slovacco
- 1987 - Kevin-Prince Boateng, ex calciatore ghanese
- 1987 - Awa Coulibaly, rugbista a 15 e dirigente sportiva italiana
- 1987 - Hannah England, mezzofondista britannica
- 1987 - José Manuel Flores, ex calciatore spagnolo
- 1987 - Fabiano Oliveira, ex calciatore brasiliano
- 1987 - Lukáš Pazdera, calciatore ceco
- 1987 - Evgenij Rjasenskij, hockeista su ghiaccio russo
- 1987 - Ilan Shor, banchiere e politico moldavo
- 1987 - Raúl Tarragona, calciatore uruguaiano
- 1987 - Hannah Taylor-Gordon, attrice britannica
- 1987 - Birte Thimm, cestista tedesca
- 1988 - Agnes, cantante svedese
- 1988 - Marvin Bejarano, calciatore boliviano
- 1988 - Rita Chikwelu, calciatrice nigeriana
- 1988 - Borja Ekiza, ex calciatore spagnolo
- 1988 - Marina Eraković, ex tennista neozelandese
- 1988 - Mamoudou Hanne, velocista maliano
- 1988 - Guo Jianli, pentatleta cinese
- 1988 - Dar"ja Jurkevič, ex biatleta bielorussa
- 1988 - Mihael Kovačević, ex calciatore svizzero
- 1988 - Lee Seung-hoon, pattinatore di velocità su ghiaccio e pattinatore di short track sudcoreano
- 1988 - Debjit Majumder, calciatore indiano
- 1988 - Simon Mignolet, calciatore belga
- 1988 - Pedro Orfila, calciatore spagnolo
- 1988 - Máté Pátkai, ex calciatore ungherese
- 1988 - Hassan Shahini, pugile iraniano
- 1988 - Marcel Stutter, calciatore tedesco
- 1988 - Zhu Huijing, pallavolista cinese
- 1988 - Wellington do Nascimento Silva, calciatore brasiliano
- 1989 - Alena Alekseeva, nuotatrice russa
- 1989 - Jana Burmeister, calciatrice tedesca
- 1989 - Dwight Buycks, cestista statunitense
- 1989 - Clint Chapman, cestista statunitense
- 1989 - Ray Chen, violinista australiano
- 1989 - Angela Christ, ex calciatrice olandese
- 1989 - Gianni Donati, ex hockeista su ghiaccio svizzero
- 1989 - Tobias Ebner, ex hockeista su ghiaccio italiano
- 1989 - Marina Gandini, ex pistard italiana
- 1989 - Césaire Gandzé, calciatore congolese (Repubblica del Congo)
- 1989 - Marte Høie Gjefsen, ex sciatrice alpina e ex sciatrice freestyle norvegese
- 1989 - Georni Jaramillo, multiplista venezuelano
- 1989 - Jiang Zhipeng, calciatore cinese
- 1989 - Jonathas, ex calciatore brasiliano
- 1989 - Lee Seung-yeoul, calciatore sudcoreano
- 1989 - Ma Jun, calciatrice cinese
- 1989 - Maylson, ex calciatore brasiliano
- 1989 - Cédric Mensah, calciatore togolese
- 1989 - Matías Mirabaje, ex calciatore uruguaiano
- 1989 - Amy Okuda, attrice statunitense
- 1989 - Nelson Oliveira, ciclista su strada portoghese
- 1989 - Agnieszka Radwańska, allenatrice di tennis e ex tennista polacca
- 1989 - Philipp Wollscheid, ex calciatore tedesco
- 1990 - Solomon Asante, calciatore burkinabé
- 1990 - Hiwot Ayalew, siepista, mezzofondista e maratoneta etiope
- 1990 - Ryan Bennett, ex calciatore inglese
- 1990 - Lucas Bossio, calciatore argentino
- 1990 - Derek Drouin, altista canadese
- 1990 - Amadeu Fernandes, giocatore di calcio a 5 brasiliano
- 1990 - Jonas Fravi, ex sciatore alpino svizzero
- 1990 - Esti Ginzburg, modella e attrice israeliana
- 1990 - Nicklas Højlund, ex calciatore danese
- 1990 - Vittorio Iacovacci, militare italiano († 2021)
- 1990 - Clara Lago, attrice spagnola
- 1990 - AJ Leitch-Smith, calciatore inglese
- 1990 - Kevin Murphy, cestista statunitense
- 1990 - Andrew Musgrave, fondista britannico
- 1990 - Alfred N'Diaye, calciatore francese
- 1990 - Nikola Peković, pallavolista serbo
- 1990 - Patricia Rodríguez, modella spagnola
- 1990 - Jesper Svensson, ex calciatore svedese
- 1990 - Elston Turner, ex cestista statunitense
- 1990 - Roman Valeš, calciatore ceco
- 1990 - Eric Wellwood, allenatore di hockey su ghiaccio e ex hockeista su ghiaccio canadese
- 1990 - Tomáš Wágner, calciatore ceco
- 1990 - Đuro Zec, calciatore serbo
- 1991 - Marvin Ackermann, ex sciatore alpino tedesco
- 1991 - Kalliopi Araouzou, ex nuotatrice greca
- 1991 - Aleksandar Dragović, calciatore austriaco
- 1991 - Marc-Antoine Gagnon, sciatore freestyle canadese
- 1991 - You Nouss Guennounna, giocatore di calcio a 5 marocchino
- 1991 - Víctor Gutiérrez Santiago, pallanuotista e attivista spagnolo
- 1991 - Ádám Gyurcsó, calciatore ungherese
- 1991 - Huang Wenyi, canottiera cinese
- 1991 - Fakhri bin Ismail, velocista bruneiano
- 1991 - John Jenkins, cestista statunitense
- 1991 - Daniel Kutev, calciatore bulgaro
- 1991 - Rodrigo Moreno Machado, calciatore brasiliano
- 1991 - Roberto Nelson, ex cestista statunitense
- 1991 - Grayson Overman, pallavolista statunitense
- 1991 - Elisa Queirolo, ex pallanuotista italiana
- 1991 - Raphael Augusto, calciatore brasiliano
- 1991 - Tharold Simon, giocatore di football americano statunitense
- 1991 - Tyler, the Creator, rapper, cantautore e produttore discografico statunitense
- 1991 - Daniel Watterson, attore neozelandese
- 1992 - Luca Acri, ballerino giapponese
- 1992 - Sam Bankman-Fried, truffatore statunitense
- 1992 - Raphael Beck, giocatore di badminton tedesco
- 1992 - Sarah De Bono, cantante australiana
- 1992 - Pietro Iemmello, calciatore italiano
- 1992 - Volodymyr Koval', calciatore ucraino
- 1992 - Kei Marumo, sincronetta giapponese
- 1992 - Antonio Perošević, calciatore croato
- 1992 - Gloria Rodríguez, ciclista su strada e pistard spagnola
- 1992 - Eugenio Rossi, altista sammarinese
- 1992 - Marcão, calciatore brasiliano
- 1992 - Ivan Savickij, ex ciclista su strada e pistard russo
- 1992 - Irnes Škorić, giocatore di calcio a 5 sloveno
- 1992 - Momoko Tsugunaga, cantante giapponese
- 1992 - Luis Vila, calciatore argentino
- 1992 - Wbeymar, calciatore colombiano
- 1993 - Ivan Aleksić, calciatore croato
- 1993 - Tomislav Barišić, ex calciatore bosniaco
- 1993 - Elise Eberle, attrice statunitense
- 1993 - Nicklas Jensen, hockeista su ghiaccio danese
- 1993 - Louis Laing, ex calciatore inglese
- 1993 - José Leitón, calciatore costaricano
- 1993 - Malcolm Miller, cestista statunitense
- 1993 - Khaled Mobayed, calciatore siriano
- 1993 - Azet, rapper albanese
- 1993 - Patrick Möschl, calciatore austriaco
- 1993 - Ning Zetao, ex nuotatore cinese
- 1993 - Tochukwu Okeke, lottatore nigeriano
- 1993 - Bambie Thug, cantante irlandese
- 1993 - Jalen Riley, cestista statunitense
- 1993 - Jonas Svensson, calciatore norvegese
- 1993 - Nick Vannett, giocatore di football americano statunitense
- 1993 - Trevor Vasey, giocatore di football americano statunitense
- 1993 - Luciano Zornetta, pallavolista argentino
- 1994 - Martina Ambrosi, calciatrice italiana
- 1994 - Yassin Ayoub, calciatore olandese
- 1994 - Fredo, rapper britannico
- 1994 - Diego Cardoso, calciatore brasiliano
- 1994 - Jordan Cousins, calciatore inglese
- 1994 - Brittany Crew, pesista canadese
- 1994 - Moussa Diagne, cestista senegalese
- 1994 - Cain Fara, calciatore argentino
- 1994 - Wesley Hoedt, calciatore olandese
- 1994 - Agnese Innocente, illustratrice e fumettista italiana
- 1994 - Harrison Manzala, calciatore congolese (Repubblica Democratica del Congo)
- 1994 - Camilo Núñez, calciatore uruguaiano
- 1994 - Nils Politt, ciclista su strada tedesco
- 1994 - Nathan Redmond, calciatore inglese
- 1994 - Konstantin Savičev, calciatore russo
- 1994 - Marlene Schmotz, ex sciatrice alpina tedesca
- 1994 - Marcus Smart, cestista statunitense
- 1994 - Mateus Anderson, calciatore brasiliano
- 1994 - Diego del Real, martellista messicano
- 1994 - Džachongir Ėrgašev, calciatore tagiko
- 1995 - Aimyon, cantautrice giapponese
- 1995 - Annelies Törös, modella belga
- 1995 - Maks Barišič, calciatore sloveno
- 1995 - Brandon Carnes, velocista statunitense
- 1995 - Rosie Day, attrice britannica
- 1995 - Lovisa Grant, ex sciatrice alpina svedese
- 1995 - Charles Harris, giocatore di football americano statunitense
- 1995 - Josh Hart, cestista statunitense
- 1995 - Peyman Keshavarzi, calciatore iraniano
- 1995 - Georgi Kitanov, calciatore bulgaro
- 1995 - Mikita Korzun, calciatore bielorusso
- 1995 - Leandro Lencinas, ex calciatore argentino
- 1995 - Aminu Umar, calciatore nigeriano
- 1995 - Revée Walcott-Nolan, mezzofondista britannica
- 1995 - Deon Yelder, giocatore di football americano statunitense
- 1995 - Breno Lorran, calciatore brasiliano
- 1996 - Ryōta Aoki, calciatore giapponese
- 1996 - Christian Coleman, velocista statunitense
- 1996 - Kaede Hondo, doppiatrice giapponese
- 1996 - Lisa Hörnblad, ex sciatrice alpina svedese
- 1996 - Euthymios Koulourīs, calciatore greco
- 1996 - Hanna Krasnoshlyk, tuffatrice ucraina
- 1996 - Antonino La Gumina, calciatore italiano
- 1996 - Teresinha Landeiro, cantante portoghese
- 1996 - Nicolás Linares, calciatore argentino
- 1996 - Mohamed Magdy, calciatore egiziano
- 1996 - Petar Mamić, calciatore croato
- 1996 - Maksym Tret'jakov, calciatore ucraino
- 1996 - Timo Werner, calciatore tedesco
- 1996 - Yan Han, pattinatore artistico su ghiaccio cinese
- 1996 - Margarita Černomyrdina, calciatrice russa
- 1997 - Álvaro Angulo, calciatore colombiano
- 1997 - Jacqueline Burns, calciatrice nordirlandese
- 1997 - Alisha Boe, attrice norvegese
- 1997 - Étienne Ca, ex cestista francese
- 1997 - Kyle Ensing, pallavolista statunitense
- 1997 - Janhvi Kapoor, attrice indiana
- 1997 - Felix Komolong, calciatore papuano
- 1997 - Evan McEachran, sciatore freestyle canadese
- 1997 - Bojana Milenković, pallavolista serba
- 1997 - Mariane Roberta de Carvalho, cestista brasiliana
- 1997 - Lucas Panayi, calciatore seychellese
- 1997 - Paola Rivera, pallavolista portoricana
- 1997 - Franco Troyansky, calciatore argentino
- 1997 - Zeca, calciatore brasiliano
- 1998 - Ernest Agyiri, calciatore ghanese
- 1998 - Lorenzo Bucarelli, cestista italiano
- 1998 - Juan Cejas, calciatore argentino
- 1998 - Nicholas Diaco, giocatore di football americano statunitense
- 1998 - Iñigo Elosegui, ciclista su strada spagnolo
- 1998 - Kiryl Maskevič, lottatore bielorusso
- 1998 - Julija Os'mak, scacchista ucraina
- 1998 - Jemma Reekie, mezzofondista britannica
- 1998 - Connor Ronan, calciatore irlandese
- 1998 - Ian Smith, calciatore costaricano
- 1998 - Wesley Soares, calciatore brasiliano
- 1998 - Kyle Trask, giocatore di football americano statunitense
- 1998 - Patricia Varvari, attrice italiana
- 1999 - Ladislav Almási, calciatore slovacco
- 1999 - Jan Busuttil, calciatore maltese
- 1999 - Masaki Ejima, astista giapponese
- 1999 - Matías Daniel Giménez, calciatore argentino
- 1999 - Ylena In-Albon, tennista svizzera
- 1999 - Alessia Pilani, rugbista a 15 italiana
- 1999 - Abdul Hakim Sani Brown, velocista giapponese
- 1999 - Jared Shumate, combinatista nordico statunitense
- 1999 - Manuel Luís Cafumana, calciatore angolano
- 2000 - Jacob Bertrand, attore e doppiatore statunitense
- 2000 - Martina Di Centa, fondista italiana
- 2000 - Guillaume Diop, ballerino francese
- 2000 - Isam Faiz, calciatore marocchino
- 2000 - Ivet Goranova, karateka bulgara
- 2000 - José Amado Gómez, calciatore argentino
- 2000 - Joe Milton, giocatore di football americano statunitense
- 2000 - Iliman Ndiaye, calciatore francese
- 2000 - Zacch Pickens, giocatore di football americano statunitense
- 2000 - Brad Pirioua, calciatore francese
- 2000 - Roberts Plūme, slittinista lettone
- 2000 - Maddalena Porcarelli, calciatrice italiana
- 2000 - Merijn Scheperkamp, pattinatore di velocità su ghiaccio olandese
- 2000 - Daphne van Domselaar, calciatrice olandese

## XXI secolo(34)
- 2001 - Álex Balboa, calciatore spagnolo
- 2001 - Théo Barbet, calciatore francese
- 2001 - Conor Coventry, calciatore irlandese
- 2001 - Aryana Engineer, attrice canadese
- 2001 - Igor Gomes, calciatore brasiliano
- 2001 - Milo Manheim, attore statunitense
- 2001 - Tanner McLachlan, giocatore di football americano canadese
- 2001 - Zoi Sadowski-Synnott, snowboarder neozelandese
- 2001 - Ross Tierney, calciatore irlandese
- 2001 - Casey Washington, giocatore di football americano statunitense
- 2002 - Furkan Akar, pattinatore di short track turco
- 2002 - Ameen Al-Dakhil, calciatore iracheno
- 2002 - Héctor Alderete, cestista spagnolo
- 2002 - Olivier Dumont, calciatore belga
- 2002 - Elias Filet, calciatore francese
- 2002 - Joonas Riismaa, cestista estone
- 2002 - Luis Rojas Zamora, calciatore cileno
- 2002 - Ludovica Silvioni, calciatrice italiana
- 2003 - Ousmane Camara, calciatore francese
- 2003 - Bobi Klintman, cestista svedese
- 2003 - Lee Seung-won, calciatore sudcoreano
- 2003 - Long Daoyi, tuffatore cinese
- 2003 - William Mathisen, snowboarder svedese
- 2003 - Cole McDonald, sciatore freestyle statunitense
- 2003 - Leandro Méndez, calciatore uruguaiano
- 2003 - Malou Prytz, cantante svedese
- 2003 - Sebastián Quintana, calciatore paraguaiano
- 2004 - Casey Kaufhold, arciera statunitense
- 2004 - Anita Poma, mezzofondista peruviana
- 2004 - Daniel de la Cruz, calciatore ecuadoriano
- 2005 - Tim Drexler, calciatore tedesco
- 2006 - Callum Voisin, pilota automobilistico britannico
- 2007 - Eser Gürbüz, calciatore olandese
- 2007 - James Wilson, calciatore scozzese